# Римське вторгнення в Каледонію (208-210 рр.)
Римське вторгнення в Каледонію було розпочато в 208 р. римським імператором Септимієм Севером. Вторгнення тривало до кінця 210 року, коли імператор захворів і помер в Еборакумі (сучасний Йорк) 4 лютого 211 року. Війна почалася добре для римлян, коли Север зумів швидко дістатися до стіни Антоніна, але коли Север просунувся на північ у високогір'ї, він загруз у партизанській війні, і він так і не зміг повністю захопити та підпорядкувати Каледонію. Він знову зайняв багато фортів, побудованих Агріколою понад 100 років тому, після битви біля Граупійських гір, і пошкодив здатність каледонців здійснювати набіги на Римську Британію.
Вторгнення було залишено сином Севера Каракаллою, і римські війська знову відійшли до вала Адріана.

## Передумови
Септимій Север був третім правлячим імператором римлян, який ступив у їхню провінцію Британія, і помер у розпал третьої війни своєї країни на півночі острова. Згідно з «Історією», написаною через кілька років, Діоном Кассієм, сенатором, який служив у дорадчій раді імператора під час війни, ворогами Северуса були два варварські народи (геної). Один з них, Калідони, був відомий римлянам більше століття; Письменники першого століття зробили їх синонімами Північної Британії, назвавши її Каледонією. Діо зауважив, що в 197 році Калідони «не дотрималися своїх обіцянок» перед Римом, що стало приводом для війни, яка відображала постійні дипломатичні контакти, що тягнуться поколіннями. Взаємовідносини, які розвивалися між римлянами та різними варварськими народами Північної Британії в той час, були складними й різноманітними. Другим варварським народом, який проживав в той час за стіною Адріана були меати. Назви всіх інших народів так чи інакше злилися в ці два.
Таким чином, схоже, що Рим підтримував контакти з меатами та калідонами у внутрішній Каледонії та з їхніми предками протягом усього другого століття. Обидва народи, здавалося б, залишилися поза Британією навіть у її найбільшій просяжності під час проекту Антоніна, але тим не менш вони залишилися частиною Римської Британії, як її розумів сам Рим.
Але саме приводом для вторгнення варто вважати масове збільшення нападів і набігів на Римську Британію з боку цих племен. Це стало можливим тому, що в 195 р. Клодій Альбін, римський губернатор Британії, повів більшість британських легіонів у Галлію під час свого повстання проти Севера. Север повернув їх на свої пости після перемоги над Альбіном, але вони зазнали великих втрат у битві біля Лугдуна . Це залишило Адріанову стіну недостатньо укомплектованою та захищеною і полегшило каледонцям набіг на римську Британію. Каледонці також змогли зібрати більше людей для цих набігів, ніж раніше, оскільки є докази посилення співпраці між різними північними племенами.

## Хід вторгнення
У березні 208 році Северус прибув до Британії з близько 40 000 чоловік і пішов на північ до Адріанової стіни. Біля стіни Адріана Северус розпочав масштабний проект реконструкції, який нарешті перетворив усю стіну на камінь (раніше західна частина була переважно дерновою та дерев'яною) і служила бар'єром проти нових нападів. Після початку проекту Северус пішов на північ і зайняв всю землю між стіною Адріана та стіною Антоніна. Після завершення окупації Северус розпочав ще один проект реконструкції, але цього разу на стіні Антоніна.
У 209 році Север повів свою армію на північ у високогір'я і пройшов приблизно так само, як Агрікола вторгся понад 100 років тому. Через партизанську тактику, яку використовували каледонці, Север зазнав важких втрат.
Через це Север розпочав план утримання всієї території, яку міг, шляхом повторної окупації багатьох старих фортів Агріколи та спустошення всієї території. Це призвело до того, що багато племен намагалися досягти мирної угоди з Севером через страх зникнення через геноцид Риму . Мирні переговори провалилися, і здавалося, що війна триватиме, поки всі племена не підкоряться Риму або не будуть знищені.
На початку 210 року син Севера Каракалла очолив каральну експедицію на північ від стіни Антоніна, він міг просунутися аж на північ, аж до Морі-Ферта, затоки Північного моря, весь час спалюючи й грабуючи все на своєму шляху. План полягав у тому, щоб Север пішов за армією свого сина і назавжди окупував всю Каледонію. У 210 році Северус захворів і відправився в Йорк, щоб відпочити і одужати. Йому ставало гірше до 4 лютого 211 року, коли він помер. Якби доля не втрутилася у смерть імператора відмова варварів від умов Севера могла мати катастрофічні наслідки для калідонців та їх союзників-меатів. Смерть Севера серйозно підірвала позицію Каракалли на переговорах. Тоді Каракалла припинив війну проти каледонців і повернувся до Риму, щоб зміцнити свою владу.
Римляни більше ніколи не заводили свої воєнні кампанії глибоко в Каледонію, тому що їм не вистачало запасних сил, щоб продовжувати боротися з нападами, оскільки більшість живої сили було перенаправлено на захист інших окупованих земель. Незабаром вони назавжди відійшли на південь до Адріанової стіни.

## Результати
Після 211 року більше не виникало питання про те, де закінчувалась Британія і почалося варварство. Була заснована прикордонна система «в глибину», за допомогою якої Рим намагався відслідковувати та сприяти контакту з варварами. Після Севера і Каракалли були залучені шпигуни (розвідники), щоб тримати її під наглядом, скоріше за все, у більш формальний, а не в таємний спосіб. Деякі розвідники, які, ймовірно, були офіційними спостерігачами, постійно розміщувалися на власних базах або навіть утримувались у своїх рідних безпечних домівках. Провінційні та Континентальні чиновники, дипломати, агенти і, ймовірно, торговці та работоргівці також були присутні тут і там у Барбарикумі (лат. Barbaricum). Можливо, Север уявляв собі постійні прибережні плацдарми, спостереження та взаємодії з варварами за їх межами, і є припущення, що окупація Карпоу, Крамонда та Інвереска тривала деякий час після 211 року.

## Вторгнення в праці Діона Кассія
«Отже, Север, бажаючи підкорити весь цей острів, вторгся в Каледонію і, просуваючись у глиб країни, зіткнувся з незліченними труднощами: доводилося вирубувати ліси, і вирівнювати височини, і засипати болота, і зводити переправи через річки; при цьому, однак, він жодного разу не вступав у бій і не бачив ворога, побудованого в бойові порядки. Вороги навмисно пускали стада дрібної та великої худоби перед римськими воїнами, щоб відволікти їх захопленням худоби і, заманивши якнайдалі, виснажити. Справа в тому, що римляни сильно страждали через погану якість води і, варто було їм розсіятися, зазнавали нападів. Коли ж вони були не в змозі йти, то самі вбивали один одного, щоб уникнути захоплення в полон, так що в цілому загинуло до п'ятдесяти тисяч людей. Тут він найретельніше зробив спостереження за рухом сонця і протяжністю днів і ночей як у літній, так і в зимовий час. Таким чином, пронесений, можна сказати, через всю ворожу країну (справа в тому, що більшу частину шляху його дійсно, через його немочі, несли в критих ношах), він повернувся в дружню частину острова, після того як змусив британців укласти мир на умовах того, що вони покинуть чималу частину своєї землі.»